# Austrelaps labialis
Austrelaps labialis är en ormart som beskrevs av Jan 1859. Austrelaps labialis ingår i släktet Austrelaps och familjen giftsnokar och underfamiljen havsormar. Inga underarter finns listade.
Arten förekommer på halvön Fleurieu Peninsula söder om Adelaide i Australien samt på Kangaroo Island. Habitatet utgörs av träskmarker, områden intill vattendrag och andra områden som tidvis översvämmas. De är täckta av gräs eller skog. Typiska träd är tasmansk väneukalyptus och Eucalyptus baxteri, samt i viss mån blåeukalyptus och Eucalyptus fasciculosa. Den låga växtligheten utgörs ofta av arter från släktet Lomandra.
Individerna är dagaktiva och de jagar groddjur samt små ödlor. Austrelaps labialis håller under vintern längre vilotider. Honor lägger inga ägg utan föder 7 till 15 ungar per tillfälle. Födelsen sker under våren eller hösten. Antagligen har en hona bara vart tredje år en kull.
För beståndet är inga hot kända och populationen antas vara stabil. IUCN kategoriserar arten globalt som livskraftig.

## Bildgalleri

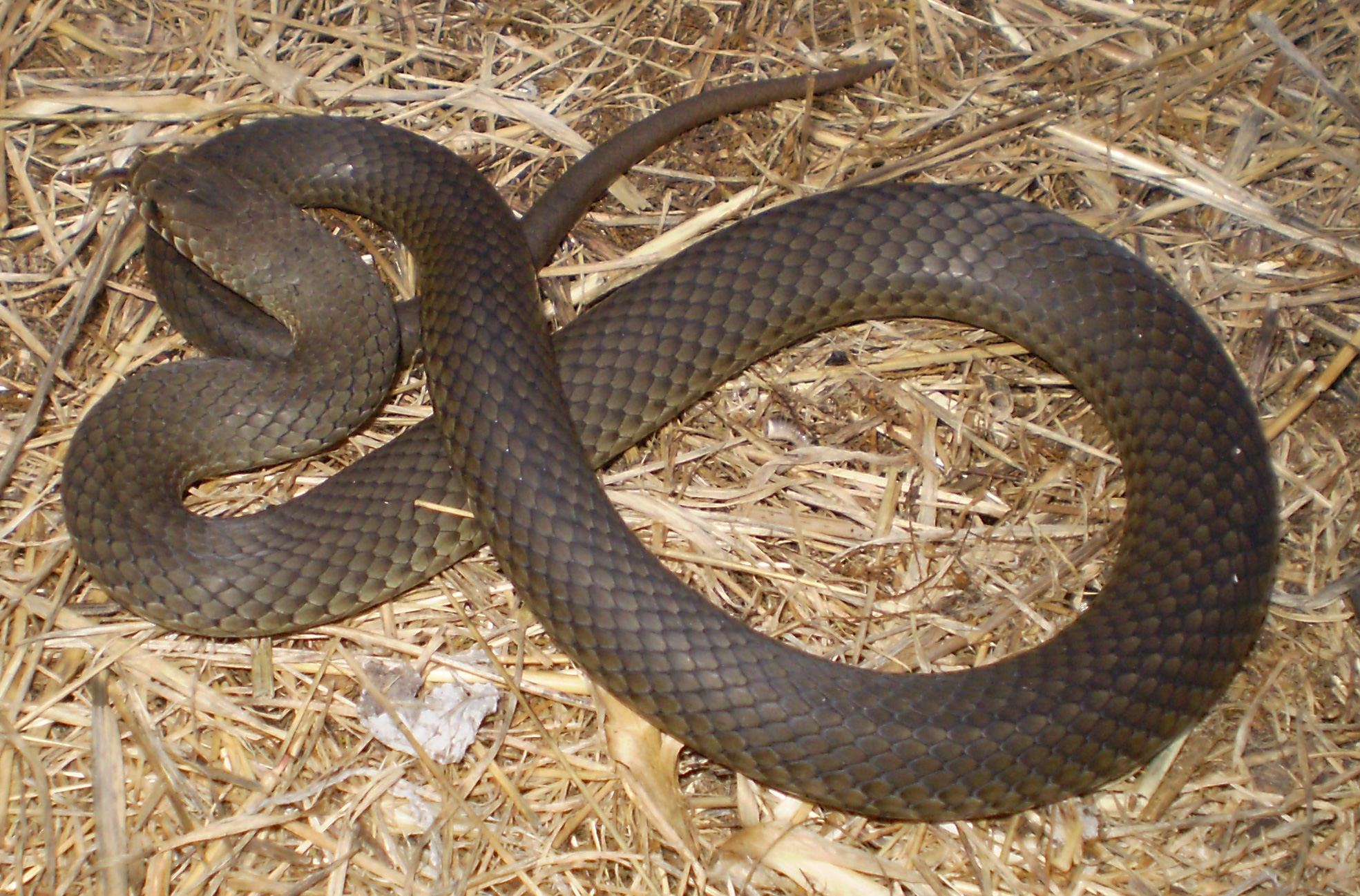